# The Heart of Nora Flynn
The Heart of Nora Flynn é um filme mudo norte-americano de 1916, do gênero drama, dirigido por Cecil B. DeMille. O filme é declaradamente preservado na George Eastman House.

## Elenco
- Marie Doro - Nora Flynn
- Elliott Dexter - Nolan
- Ernest Joy - Brantley Stone
- Lola May - Mrs. Stone
- Billy Jacobs - Tommy Stone
- Charles West - Jack Murray
- Peggy George - Anne Stone
- Mrs. Lewis McCord